# 브라운 슈가 (래퍼)
브라운 슈가(Brown Sugar, 본명: 이정훈, 1982년 ~ )는 대한민국의 힙합 뮤지션이다. 2001년 힙합 음악에 발을 들여놓기 시작, 2004년 Urban Street란 팀의 멤버로 공식 데뷔하였고, 이후 Blockbuster Records의 창립 멤버가 되었다. 현재 Money Rain Entertainment이며, Swagger란 팀의 멤버이기도 하다.

## 바이오그래피
2001년 경 힙합을 시작한 그는 CROSS와 함께 팀 Urban Street를 결성하여 2004년 EP를 발표하였다. 이때부터 그는 사우스 힙합 쪽에 관심을 보였으며, 래퍼이자 비트메이커 두 개의 역할을 맡아 활동하였다.
이후 그가 다시 주목 받은 것은 DS Connexion 앨범에 참여하면서부터였으며, 이어 031 프로젝트와 홍삼, 아웃사이더의 앨범에 참여하였다. 이 친분은 훗날 그가 Blockbuster Records의 창립 멤버가 되는 일로 이어졌다. 이에 따라 2006년 말부터 Blockbuster Records의 멤버가 된 그는, 아웃사이더와 Deffinite에 이어 Blockbuster의 세 번째 타자로 나오면서 자신의 프로듀싱 앨범을 내 메인스트림 사운드 제작자로써 인정을 받게 되었다.
이후 Blockbuster Records는 활동이 점차 침체되는데, 이를 반전시키기 위해 2008년 3월 Shake라는 곡을 시작으로 Carry Diamond와 듀오 Swagger를 결성했음을 알린다. 이러한 활동을 통해 Brown Sugar는 사우스 힙합 뿐만 아니라 R&B와 레게톤 쪽으로도 분야를 넓혀 자신의 스타일을 더욱 발전시켰다.
2008년 중순 Swagger의 앨범이 발표된 후 어느 정도 공연을 이어갔던 둘은, 2009년에 들어 각자의 활동이 도드라졌으며, Brown Sugar는 특히 2010년에는 래퍼로써의 활동은 없이 Fresh Boyz, Overclass, FatDoo의 앨범 등에 비트를 제공하고 스스로도 프로듀싱 앨범을 한 장 냈다. 2011년 Money Rain Entertainment로 소속을 옮긴 그는 오랜만에 Swagger로써의 활동을 재개, 2013년 봄까지 네 장의 디지털 싱글을 냈다. 한편, 2013년 2월에는 그가 모든 트랙을 프로듀싱한 KyFish의 Lyric Tree가 발매되었다. 그는 Swagger 다음 정규 앨범 작업 중에 있으며, 그 와중에도 Money Rain Entertainment 내에서 메인 프로듀서로써 활동하였으며 현재 와잇티즈라는 크루에서 활동중이다.
대표곡: I Just Wanna Be with You, Vitor

## 디스코그래피
- 2007년 1월 9일 T.U.N.E 정규 앨범
- 2007년 4월 18일 T.U.N.E. Instrumental
- 2010년 3월 2일 The Instrumental Swagger 온라인 앨범
- 2016년 4월 8일 Vitor Part 1 비정규 앨범